# Blue October
Blue October ist eine Rockband aus den Vereinigten Staaten, die aus Houston, Texas stammt.
Die Band wurde 1995 gegründet und besteht momentan aus dem Frontsänger Justin Furstenfeld, dem Schlagzeuger Jeremy Furstenfeld, Ryan Delahoussaye, der Violine, Mandoline und Klavier spielt, dem Gitarristen Julian Mandrake und Matt Noveskey an der Bassgitarre.
In den Texten, die vom Justin Furstenfeld geschrieben werden, geht es um persönliche Lebenserfahrungen des Sängers und den Umgang mit psychischen Störungen. Furstenfeld leidet seit seinem 14. Lebensjahr an Depressionen. Er sagt, für ihn sei die Musik der einzige Weg seine Gefühle auszudrücken. Die Band ist Mitglied der deutschen Organisation Freunde fürs Leben und unterstützt diese bei der Aufklärung über Depressionen und Suizid.
Blue October spielen Alternative Rock, zwischenzeitlich war der Musikstil der Gruppe auch dem Post-Grunge und dem Progressive Rock einzuordnen. Die Band selbst beschreibt den Musikstil als „Bipolar Artrock“.
Seit der Gründung im Jahr 1995 veröffentlichte Blue October acht Studioalben, drei Konzertalben und mehrere Singles, die vor allem in den USA große Bekanntheit erreichen. Das siebente Studioalbum Sway wurde 2013 veröffentlicht, das achte Studioalbum Home ist seit April 2016 erhältlich.

## Bandgeschichte

### Vorgeschichte: 1989 bis 1995 (The Last Wish)
- Hauptartikel The Last Wish

1989 gründete der damals 13-jährige Justin Furstenfeld, der die High School for the Performing and Visual Arts besuchte, die Band The Last Wish. Die Band bestand damals aus Amy Immel, Katy Hartzog, Michelle Trautwein, Greg Hammond, Leital Molad, Brady Hammond und eben Sänger Furstenfeld. Ryan Delahoussaye, der ebenfalls die High School for the Performing and Visual Arts besuchte, stieß als Live-Mitglied zur Band. Sie veröffentlichte zwei Alben und eine Vinyl-LP. Eine dritte CD sollte produziert werden, aber die Band löste sich 1995 vorher auf. Justin Furstenfeld gründete kurz darauf die Band Blue October.

### 1995–2006: Die Anfänge – Die ersten Erfolge und Bruchlandungen
Die Band wurde 1995 von Justin Furstenfeld, seinem Bruder Jeremy Furstenfeld, Ryan Delahoussaye und Liz Mullally gegründet. 1998 veröffentlichte die Band ihr erstes Album – The Answers. Die Produktion des Albums wurde aus eigener Tasche finanziert. Das Album wurde 5000-mal in Houston verkauft. Kurz vor der Veröffentlichung des Albums wurde Justin Furstenfeld erstmals in der Psychiatrie vorstellig. Im Jahr 1999 verließ Liz Mullally, eine Mitgründerin von Blue October, die Band. Matt Noveskey wurde Bassist bei Blue October.
Zwei Jahre nach dem Release des Debütalbums unterschrieb die Band einen Plattenvertrag mit dem Label Universal. The Answers wurde unter dem Label neu aufgenommen und dank der modernen Aufnahmemöglichkeit gelang es der Band den Sound auf der zweiten Fassung des Albums deutlich zu verbessern. Dort veröffentlichte die Gruppe auch ihr zweites Album Consent to Treatment. Dieses Album verkaufte sich nicht gut, woraufhin Universal den Vertrag wieder auflöste. In einem Interview mit FM5 im Jahr 2009 gestand Justin Furstenfeld, dass Universal mit ihrer Entscheidung keinen Fehler gemacht habe die Gruppe zu feuern. Gitarrist Brant Coulter verließ Blue October im Jahr 2001 und wurde durch C.B. Hudson ersetzt, der neben Justin Furstenfeld und Matt Noveskey auch als Hintergrundsänger in der Band agierte. Noveskey trennte sich von der Gruppe nach 3 Jahren im Jahr 2002. Noch im selben Jahr folgte Dwayne Casey auf Noveskey. Dieser blieb allerdings nur ein Jahr bei der Band. Somit ist Casey das einzige Mitglied der Band, welcher bei keiner Veröffentlichung Blue Octobers aktiv dabei war. Mit Piper Skih stieg der bereits vierte Bassist innerhalb von 4 Jahren bei Blue October ein.
Am 8. April 2003 veröffentlichte die Band mit History for Sale ihr drittes Studioalbum, welches den Song Calling You enthält (dieser Song ist im Soundtrack zum dritten Teil von American Pie zu hören). Durch den Song Somebody erhielt die Band einen neuen Vertrag von Universal. Im Februar 2005 brachte die Band ihr erstes Live-Album mit dem Namen Argue with a Tree heraus. In diesem Live-Album verarbeitet der Sänger die gescheiterte Beziehung mit seiner Ex-Freundin. Im selben Jahr verließ Bassist Piper Skih die Gruppe und Matt Noveskey kehrte zur Band zurück.

### 2006–2011: Der Internationale Durchbruch

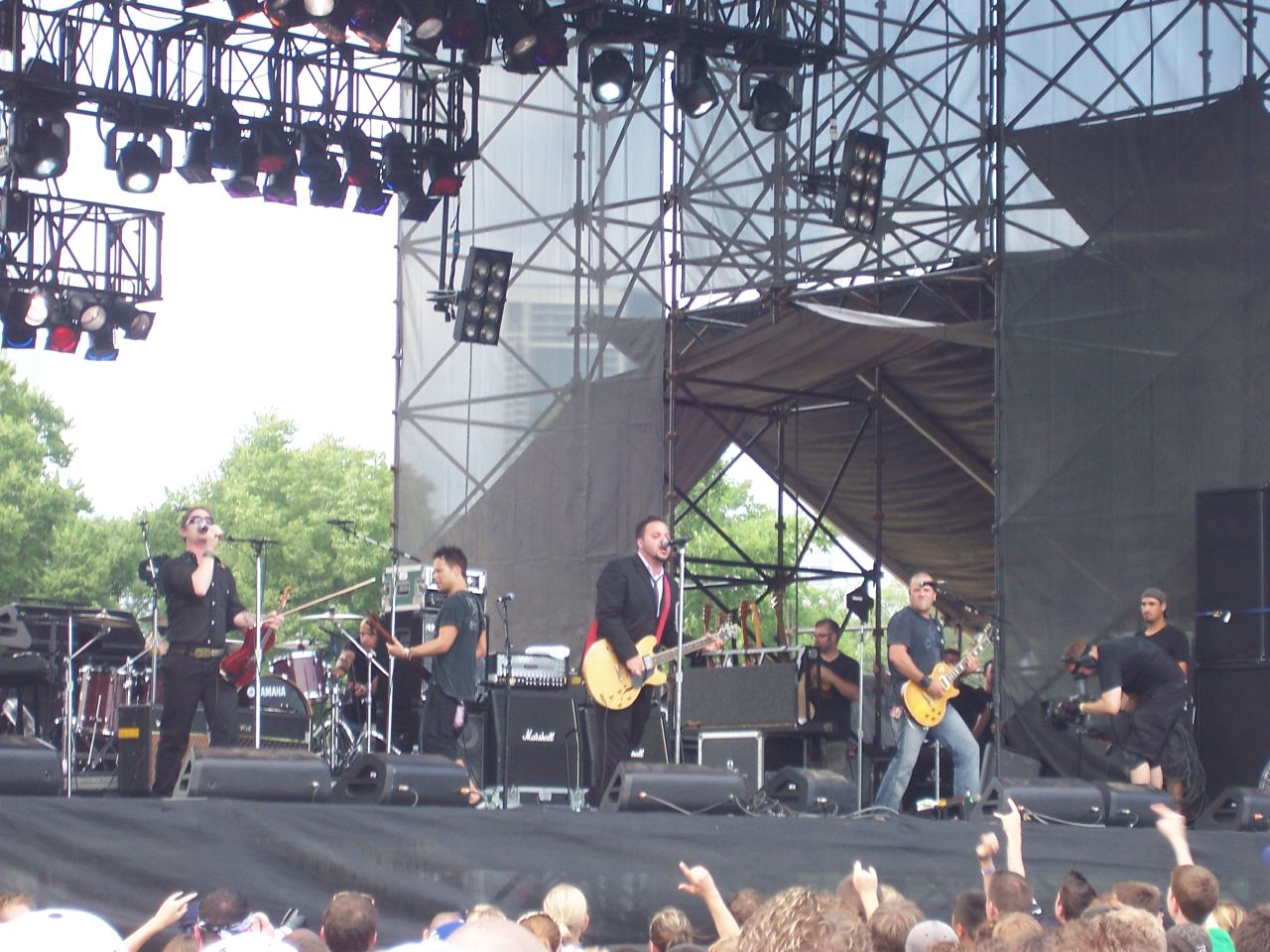
Blue October auf dem Lollapalooza

Nach der Veröffentlichung von Argue with a Tree war die Band 18 Monate auf Live-Tour. Noveskey hatte die Band zwar verlassen, kehrte jedoch zurück, um zusammen mit der Band das Album Foiled aufzunehmen, welches am 4. April 2006 auf dem Markt erschien. Im selben Jahr brach sich Justin Furstenfeld das Handgelenk, sodass er nicht in der Lage war Gitarre zu spielen, deswegen wurde die Band für einige Konzerte von Julian Mandrake an der Gitarre unterstützt. In Kanada verkaufte sich das Album 100.000-mal, sodass es im Februar 2007 Platin erreichte. In den USA erfolgte die Platin-Auszeichnung am 22. Februar 2007 durch die RIAA. Am 24. März 2007 wurde das Album Foiled neu veröffentlicht: Auf der ersten Disc Foiled for the Last Time sind 14 neuaufgenommene Tracks, die zweite Disc Teach your Baby well enthält Live-Mitschnitte ihrer letzten Live-Tour. Zu dem Album wurde mit Foiled Again eine Promo-CD veröffentlicht, welche drei Songs beinhaltet. Diese bekamen Käufer, die Foiled for the Last Time bei Best Buy kauften. Die CD enthält eine Akustikversion von Hate Me und zwei Live-Akustik-Songs zu Razorblade und Into the Ocean. Eine weitere Promotion-CD ist Hate Me Acoustic. Direkt nach dieser Veröffentlichung ging die Band zusammen mit der Gruppe Yellowcard auf Tour. Die Tour der Band führte sie durch die USA, Großbritannien, Deutschland, die Niederlande, Frankreich, Irland, Mexiko und Kanada.
Die Band spielte im August 2007 auf dem Lollapalooza-Festival und spielte gemeinsam mit White Rabbits, Heartless Bastards, !!! und TV on the Radio auf der MySpace-Bühne.
Im August 2008 tourte Blue October-Frontsänger Justin Furstenfeld gemeinsam mit der Jugendbuch-Autorin Stephenie Meyer (u. a. Bis(s) zum Morgengrauen) durch vier Städte in den USA. Dies war eine Buchvorstellung der Autorin, die von Furstenfeld musikalisch begleitet wurde. Alle Auftritte waren ausverkauft. Die Autorin gehört zu den bekanntesten Fans der Band. In einem Buch wird erwähnt, dass Blue October zu den Bands gehören, die Meyer zum Schreiben ihrer Bücher der Twilight-Reihe animiert haben soll. Sie hörte den Song „Hate Me“, als sie die Szene in ihrem Buch New Moon schrieb, in der Edward Bella verlässt.

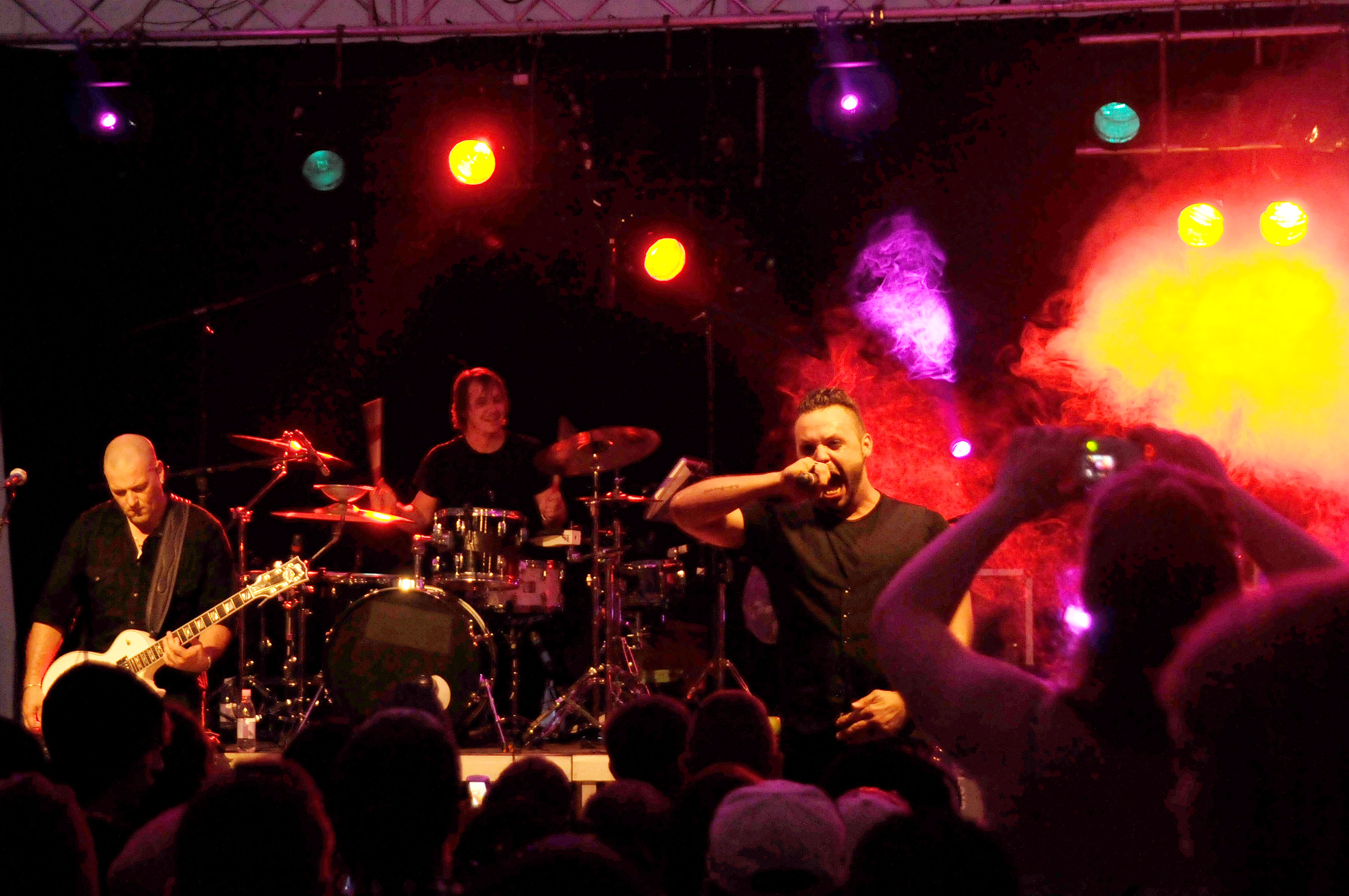
Blue October während eines Konzerts im Kapaun Air Station am 4. Juli 2009

Am 24. März 2009 veröffentlichte die Band das Album Approaching Normal, das von Steve Lillywhite und MacKenzie Wilson vom Label All Music Guide produziert wurde. Am 20. Oktober 2009 musste Justin den Auftritt bei der Pick Up The Phone Press Conference in Washington, D.C. absagen, da er als medizinischer Notfall ins Krankenhaus gebracht wurde. Auch die Tour wurde wegen eines seelischen Rückfalles des Sängers gestrichen. Ärzte waren der Meinung, dass der Sänger die Strapazen einer Tour nach seiner Einlieferung ins Krankenhaus nicht überstehen könnte. Aus Furcht, dass er Suizid begehen könne, wurde die Tour abgesagt. Seit dem 27. Februar 2010 war die Band auf Europa-Tour, wo sie unter anderem auch in Deutschland und Luxemburg spielte. Diese Tour wurde von der Organisation Friends for Life begleitet, die von der Band unterstützt wird.
Ihre Single Jump Rope ist die erste, welche es in die deutschen Singlecharts schaffte. Sie landete auf dem 65. Platz und blieb dort neun Wochen lang. Am 9. April 2010 erschienen mit Should Be Loved und Picking Up Pieces zwei weitere Singles in Deutschland.
Blue October spielten im Juli gemeinsam mit Lostprophets, Scouting for Girls, Aura Dione, Unheilig, Skunk Anansie, Ohrbooten, Maradona und den Killerpilzen auf dem Ferro Festival, das von Jump veranstaltet wird und in Ferropolis bei Gräfenhainichen stattfand.
Die Band spielte im August 2010 erstmals beim Frequency-Festival in St. Pölten, wo die Band gemeinsam mit Serj Tankian, Deadmau5, Klaxons, The Drums, Billy Talent, den toten Hosen, General Fiasco und Massive Attack auf der Bühne standen. Es war der zweite Auftritt der Band in Österreich. Im August folgte ein Auftritt auf dem Pukkelpop in Belgien.
Außerdem ging Blue October auf ihre Pick Up The Phone US Tour. Dort spielten sie unter anderem auf dem Ziegfest und dem Fall Fenzy. Auch spielte die Gruppe mit der legendären Rockband Aerosmith. Am 14. April 2010 spielte Blue October mit der Post-Hardcore-Band Red Jumpsuit Apparatus im House of Blues.
Die Band gab im Juli 2010 mehrere Akustik-Konzerte, wovon mehrere Mitschnitte für ihr erstes Unplugged-Album gemacht wurden. Ugly Side: An Acoustic Evening with Blue October erschien am 10. Mai 2011 in den Vereinigten Staaten. Bereits am 1. Juni wurden erste Vorbereitungen für das sechste Studioalbum getroffen. Das Album, von Tim Palmer produziert, erschien im Sommer 2011 weltweit.
Anfang 2011 gab Gitarrist C.B. Hudson bekannt, Blue October zu verlassen, um sich einem neuen Projekt widmen zu können.

### 2011–2013: Erneute Rückschläge und internationale Erfolge

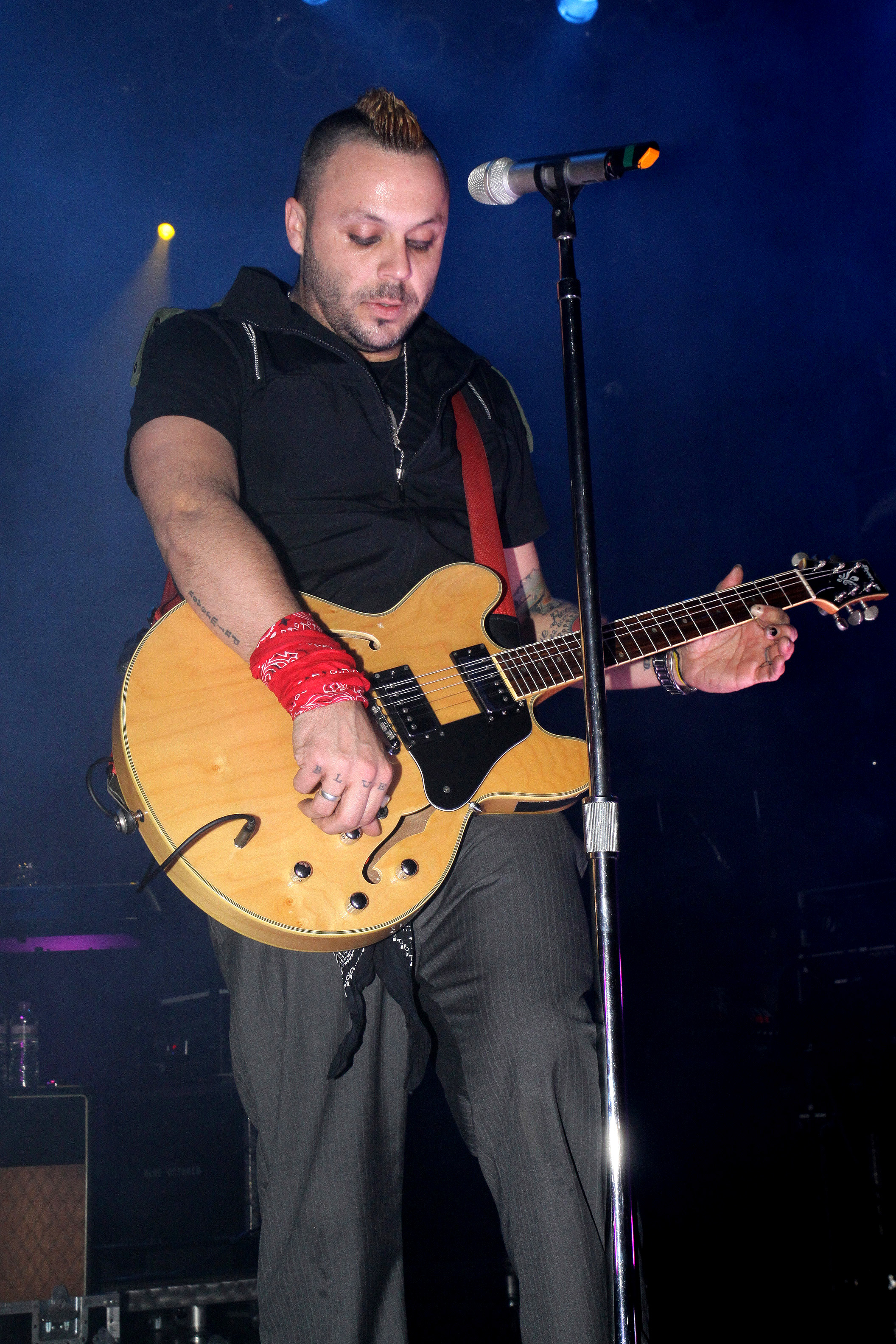
Justin Furstenfeld während eines Konzertes im House of Blues in Chicago

Seit Anfang des Jahres arbeitete die Band an ihrem bereits sechsten Studioalbum, das am 16. August 2011 (USA) und zehn Tage später in Europa erschien. Durch den Weggang ihres Gitarristen C.B. Hudson wurde die Arbeit an dem neuen Album kaum erschwert. So unterstützte Kevin Schiltz, der Gitarrist der amerikanischen Rockband Longwave Blue October bei ihren Aufnahmen. Das Album heißt Any Man in America. Furstenfeld sagte in einem Interview, dass er diesen Namen für das Album gewählt habe, da er der Meinung ist, dass das gleiche jedem Vater in den USA passieren könne. Das Album landete auf Platz acht der US-Charts. Das Album wurde von Up/Down Records – dem neu gegründeten Independent-Label des Sängers Justin Furstenfeld – produziert. Zuvor lehnte die Band einen 360°-Deal von ihrem bisherigen Label Universal Motown ab, um unabhängiger von dem Major-Label zu sein. In einem Interview mit The Huffington Post verriet Furstenfeld, dass er „echte“ Musik spielen wolle, was ein weiterer Grund für die Gründung seines eigenen Labels gewesen ist. Das Album wird unter anderem von Brando Records – bei diesem Label veröffentlichte Blue October auch das Erfolgsalbum History for Sale – und Megaforce Records vertrieben. Am 12. September stieg Any Man in America auf Platz 100 der deutschen Albumcharts ein, verließ die Charts jedoch eine Woche später wieder. Es ist das erste Album in den deutschen Charts. Seit 2011 ist Julian Mandrake, welcher zwischen 2006 und 2007 die Band als Session-Musiker unterstützt, neuer Gitarrist der Gruppe. Mit The Chills und The Feel Again (Stay) veröffentlichte die Gruppe zwei Singleauskopplungen für das neue Album. Feel Again wurde am 4. Mai 2011 erstmals auf einem Konzert gespielt. 2 Tage später spielte die Gruppe in St. Louis/Missouri mit The Follow Through einen weiteren Song des Nachfolgeralbums von Approaching Normal. Diesen Song spielte Sänger Justin Furstenfeld als Duett mit Patricia, der Sängerin der Gruppe The Soldier Thread. In diesem Album geht es größtenteils um die Scheidung des Sängers mit Lisa und den Streit um das Sorgerecht für die gemeinsame Tochter.
Bill Brotherton vom Boston Herald bezeichnete das Album als „brutal ehrliches Album“, in dem Sänger Justin Furstenfeld die hässliche Seite von Beziehungen darstellt. Brotherton führte „The Money Tree“, „The Chills“ und „Any Man in America“ als Beispiele an. Er ist außerdem der Meinung, dass geschiedene Väter, welche sich von den Gerichten fallen gelassen fühlen, in Furstenfeld einen Kameraden sehen könnten.
Im Mai 2011 erschien ein Akustikalbum der Band mit 11 Songs unter dem Titel The Ugly Side: An Acoustic Evening with Blue October. Die Songs wurden während ihrer US-Tour aufgenommen. Es ist das erste Unplugged-Album der Band und zugleich das dritte Live-Album. Produzent ist Justins Bruder Jeremy, der als Schlagzeuger bei der Band aktiv ist. Am 28. Mai 2011 stieg Ugly Side auf Platz 79 in den US-Charts ein.
Im November 2011 war Blue October wieder in Europa zu sehen. Die Gruppe wird Konzerte in Großbritannien, Deutschland, Luxemburg, Österreich, der Schweiz und den Niederlanden geben. Vom 24. Februar 2012 und dem 8. März 2012 war Blue October-Sänger Justin Furstenfeld auf Solo-Musiktour, durch Deutschland und das Vereinigte Königreich. Diese Tour trägt den Titel „The Voice of Blue October – Justin Furstenfeld Acoustic Tour“. Die Gruppe spielte am 22. April 2012 auf dem Egdefest, wo die Band bereits mehrfach aufgetreten ist, zuletzt war dies 2009.
Im Dezember 2011 wurde bekannt, dass die Compilation-CD „All About Bullies…Big and Small“, auf der die Gruppe mit dem Titel „Jump Rope“ vertreten ist, für den Grammy Award in der Kategorie „Best Children's Album“ (zu Deutsch: „Bestes Kinderalbum“) nominiert wurde. Am 12. Februar 2012 erhielt die Compilation den Grammy Award. Zwischenzeitlich wurde das Live-Album Argue with a Tree erneut in Europa als CD veröffentlicht. Am 14. Juni 2012 gab die RIAA in den USA bekannt, dass die Single Into the Ocean Platin-Status für 1.000.000 verkaufte Einheiten als Download erreicht hat. Am 29. September 2012 begann die „Quiet Mind“-Tour in San Marcos (Texas), welche 34 Konzerte (eines davon in Kanada) umfasste und am 24. November 2012 in Dallas endete.

### 2013–heute: Sway
Bereits im Oktober 2012 hatte Furstenfeld fast alle Songs für das siebte Studioalbum geschrieben. Die Schreibarbeiten waren mit Jahresende abgeschlossen. Für die Arbeiten im Studio arbeitete die Gruppe mit David Castell, welcher auch History for Sale und Foiled produzierte, zusammen. Es war geplant die erste Single im Februar 2013 zu veröffentlichen.
Am 5. Februar 2013 bezog die Gruppe das Studio. Die Aufnahmen wurden am 27. März 2013 abgeschlossen. Es wurde bekannt, dass „Angels in Everything“, „Bleed Out“, „Debris“, „Fear“, „Hard Candy“, „Light You Up“, „Snow Globe“, „Still Broken“, „Sway“, „Things We Do at Night“ und „Things We Don’t Know“ auf dem kommenden Album sein werden. Der Song „Still Broken“ erschien bereits auf The First of February von The Last Wish aus dem Jahr 1995. Die erste Single erschien im Juni und der Albumrelease von Sway erfolgte am 30. August 2013. Die Gruppe finanzierte die Produktion des Albums mithilfe von Crowdfunding über „PledgeMusic“, da die Gruppe sich von ihrem Label trennte und seitdem als Independent-Band arbeitet.
Im November tourte die Gruppe durch Russland, die Ukraine, Deutschland und dem Vereinigten Königreich. Die Konzerte fanden in Moskau, Sankt Petersburg, Kiew, München, Berlin, Köln, Mannheim, Frankfurt am Main, Birmingham, Manchester und London statt. Inzwischen ist Mandrake nicht mehr Musiker bei Blue October, sodass die Gruppe als Quartett arbeitet. Für die Sway Tour durch die Vereinigten Staaten unterstützte C. B. Hudson die Gruppe als Live-Musiker.

## Stil
Blue October spielen Alternative Rock mit Post-Grunge- und Emo-Elementen, welche in einigen Songs der Band hör- und in ihren Texten sichtbar sind. So zum Beispiel steigert sich die Melodik im Song Calling You von Anfang bis zum Ende des Songs.
Wegen der Emotionalität in den Texten der Band, die von Sänger Justin Furstenfeld geschrieben werden, und der emotionalen Choreografie des Sängers auf Konzerten kann die Musik der Band teilweise auch dem Emo zugeordnet werden.
Der Sänger selbst beschreibt den Musikstil der Band als Bi-Polar-Art-Rock, weil die Stimmung in den einzelnen Songs wechselhaft sei, wörtlich über „Ups“ und „Downs“ verfüge. Den Begriff Bi-Polar-Art-Rock verwendete Furstenfeld in einem Interview mit Vertigo.fm, wobei er die Genrebezeichnung Bi-Polar-Art-Rock nur anhand der musikalischen Merkmale gewählt hat und dabei keinerlei Verbindung zur Bipolaren Störung sieht. Die Stuttgarter Zeitung bezeichnet den Begriff „Bipolar Artrock“ als facettenreichen Stil, der zwischen Emo, Progressive- und Alternative Rock liege.
Die häufigste Thematik in den Songs der Band ist Suizid und Depression. So beinhalteten die Songs des ersten Albums The Answers hauptsächlich diese beiden Thematiken. Sänger Furstenfeld, der zugleich auch Songwriter ist, berichtet in manchen Songs aus seinem Leben. Bestes Beispiel dafür ist der Song Hate Me, in der auch die Mutter des Sängers und des Drummers vertreten ist. In diesem Song geht es hauptsächlich darum, dass er seine Mutter darum bittet, ihn auf eine Art und Weise zu hassen, die er nicht verkraften kann, aus dem Grund, dass er nichts für seine Mutter getan hat. Das Live-Album Argue with a Tree beschreibt die Beziehung des Sängers mit seiner damaligen Freundin Amanda, welche in die Brüche ging. Der Song Into the Ocean beschreibt das Thema Suizid. Der Protagonist stürzt sich von Bord, da er seine große Liebe verliert. Erst, als er merkt, dass er nicht schwimmen kann, kämpft er um sein Leben. Am Ende erwacht der Protagonist aus seinem Traum, bemerkt jedoch, dass seine große Liebe wirklich weg ist, und wünscht sich zu sterben.
Der Song Calling You hingegen beschreibt das Glück des Sängers, eine Frau getroffen zu haben, die ihn liebt. In dem Song wird jedoch auch klar, dass der Protagonist darauf sehr verunsichert reagiert und bei seiner Liebe anruft, um zu wissen, wovon sie träumt. In diesem Song wird auch gezeigt, wie diese Frau das Leben des Protagonisten zum Positiven gewendet hat. Der Song Say It aus dem 2009 erschienenen Album Approaching Normal besteht hauptsächlich aus einer persönlichen Nachricht des Sängers, in der es darum geht, dass er nicht immer wieder Opfer seiner Seele, sondern ein glückliches und frei denkendes Individuum sein will.
Furstenfeld beschreibt die Entstehung seiner Texte mit folgenden Worten:

„Ich kann mich nicht daran erinnern, dass ich diese Songs geschrieben habe. Sie kommen einfach so heraus, wenn es zu viel für mich wird. Es ist so, als ob man seinen inneren Frieden findet. Inzwischen fühle ich mich nicht mehr so verletzt wegen dieser gescheiterten Beziehung. Ich bin jetzt an einem besseren Ort. Ich warte nur darauf, endlich dieses glückliche Lied zu schreiben. Ich heiße es mit offenen Armen willkommen.“

In älteren Texten der Band verarbeitet Furstenfeld seine Krankheit. So gibt er im Song Ugly Side preis, eine dunkle, hässliche Seite zu haben. In seinem Buch Crazy Making beschreibt er, dass dieser Song entstand, nachdem er diese Seite kennengelernt hatte. In Inner Glow beschreibt er seine Stimmungsschwankungen und vergleicht diese mit Dr. Jekyll und Mr. Hyde.
Clumsy Card House entstand an einem regnerischen Tag. Er sagt, dass dieser Song seinen Traum von seiner zukünftigen Frau und ihr gemeinsames Kind beschreibt.

## Weiteres
- Die Band unterstützt die Kampagne Freunde fürs Leben, die über Depression und Suizid aufklärt. Die Band will auf der kommenden Deutschland-Tour dem Verein helfen präsenter zu werden.[33] Blue October-Sänger Justin Furstenfeld unterstützt auch die Aufklärungskampagne „To Write Love on Her Arms“, welche sich ebenfalls um das Thema Suizid und Depression beschäftigt.[16]
- Die Musiker der Band sind mit den Gruppen Bowling for Soup und Socialburn befreundet.
- Im April 2009 veröffentlichte Justin Furstenfeld über den Verlag Paris On Paper sein erstes Buch mit dem Titel Crazy Making – The Words and Lyrics of Justin Furstenfeld. In diesem Buch beschreibt der Sänger die Hintergründe zu der Entstehung der Songs. Außerdem ist in dem Buch eine kurze Biographie der Band von der Anfangszeit sowie eine Widmung von der Bestseller-Autorin Stephenie Meyer zu lesen.[34]
- Blue October wurden zu Anfangszeiten von Justin und Jeremy Furstenfelds Eltern gemanagt. Das Debütalbum („The Answers“) erschien über „RoDan Entertainment“ und verkaufte sich allein in Houston 5000-mal.[35]
- Die Band wurde von Michael Rand, dem früheren Manager von Kid Rock, während eines Auftrittes im Atchafalaya River Cafe entdeckt.
- Der frühere Gitarrist C. B. Hudson hat einen Abschluss in Psychologie.[36] Er soll außerdem, laut der deutschen Fanseite der Band, mit einem schottischen König aus dem 18. Jahrhundert verwandt sein.[37]
- Ebenfalls heißt es dort, dass die Brüder Jeremy und Justin Furstenfeld mit Elvis Presley verwandt sein sollen.[38]
- C.B. Hudson und Matt Noveskey haben in Austin, Texas ein eigenes Aufnahmestudio eröffnet. Dieses heißt Orb Recording Studios[39]

## Diskografie
Studioalben

| Jahr | Titel Musiklabel                                    | Höchstplatzierung, Gesamtwochen, AuszeichnungChartplatzierungen (Jahr, Titel, Musiklabel, Platzierungen, Wochen, Auszeichnungen, Anmerkungen) | Höchstplatzierung, Gesamtwochen, AuszeichnungChartplatzierungen (Jahr, Titel, Musiklabel, Platzierungen, Wochen, Auszeichnungen, Anmerkungen) | Anmerkungen                            |
| Jahr | Titel Musiklabel                                    | DE | US | Anmerkungen                            |
| ---- | --------------------------------------------------- | --- | --- | -------------------------------------- |
| 1998 | The Answers RoDan Entertainment                     | — | — | Erstveröffentlichung: 1998             |
| 2000 | Consent to Treatment Universal Records              | — | — | Erstveröffentlichung: 15. August 2000  |
| 2003 | History for Sale Brando Records                     | — | — | Erstveröffentlichung: 8. April 2003    |
| 2006 | Foiled Universal Records                            | — | US29 Platin · (62 Wo.)US | Erstveröffentlichung: 4. April 2006    |
| 2009 | Approaching Normal Universal Records                | — | US13 (16 Wo.)US | Erstveröffentlichung: 24. März 2009    |
| 2011 | Any Man in America Up/Down Records                  | DE100 (1 Wo.)DE | US8 (4 Wo.)US | Erstveröffentlichung: 16. August 2011  |
| 2013 | Sway Up/Down Records                                | — | US13 (3 Wo.)US | Erstveröffentlichung: 30. August 2013  |
| 2016 | Home Up/Down Records                                | — | US19 (1 Wo.)US | Erstveröffentlichung: 22. April 2016   |
| 2018 | I Hope You’re Happy Up/Down Records                 | — | US28 (1 Wo.)US | Erstveröffentlichung: 17. August 2018  |
| 2020 | This Is What I Live For Up/Down Records             | — | US102 (1 Wo.)US | Erstveröffentlichung: 23. October 2020 |
| 2022 | Spinning the Truth Around (Part I) Up/Down Records  | — | — | Erstveröffentlichung: 14. October 2022 |
| 2023 | Spinning the Truth Around (Part II) Up/Down Records | — | — | Erstveröffentlichung: 13. October 2023 |